# Howard Staunton
Pour les articles homonymes, voir Staunton.
Howard Staunton (avril 1810 dans le Westmoreland, Angleterre - 22 juin 1874 à Londres) fut un joueur d'échecs britannique réputé et champion du monde d'échecs officieux. Il était également chroniqueur dans un journal, écrivain et disciple de Shakespeare. Au XXIe siècle, son nom évoque le style de pièces d'échecs qu'il a approuvées, le modèle Staunton. « Ces figurines avaient été dessinées en 1849 par Nathaniel Cook (sic), et Staunton en fut le premier promoteur » lit-on dans le magazine Europe Échecs, no 576.

## Biographie et carrière

### Jeunesse
On connaît peu de sa vie avant son apparition dans l'univers échiquéen. Il est né dans le Westmorland et son père se prénommait William. Il était acteur dans sa jeunesse, mais a seulement interprété le rôle de Lorenzo dans Le Marchand de Venise et a joué avec l'acteur britannique réputé Edmund Kean.

### Débuts aux échecs
Staunton avait apparemment 26 ans quand il commença à s'intéresser au jeu. Il est établi qu'en 1836, il était à Londres et qu'il a souscrit un abonnement au livre de William Walker Games at Chess, actually played in London, by the late Alexander McDonnell Esq. À cette époque, il était encore, selon ses termes, un rook player. Deux ans plus tard, en 1838, il jouait de nombreuses parties contre le capitaine William Evans, inventeur du gambit Evans. Il joua également une partie, qu'il perdit, contre Aaron Alexandre, joueur d'échecs et écrivain allemand.
De mai à décembre 1840, il rédigeait des articles dans la rubrique « Échecs » du New Court Gazette. Il avait alors suffisamment amélioré son jeu pour jouer et gagner un match, d'une seule partie, contre le maître allemand Popert. Il écrit également pour le British Miscellany, ce qui l'amena à fonder, en 1841, le magazine d'échecs Chess Player's Chronicle, qu'il dirigea jusqu'à 1854, quand Robert Barnett Brien lui succéda.

### Match contre Saint-Amant (1843)

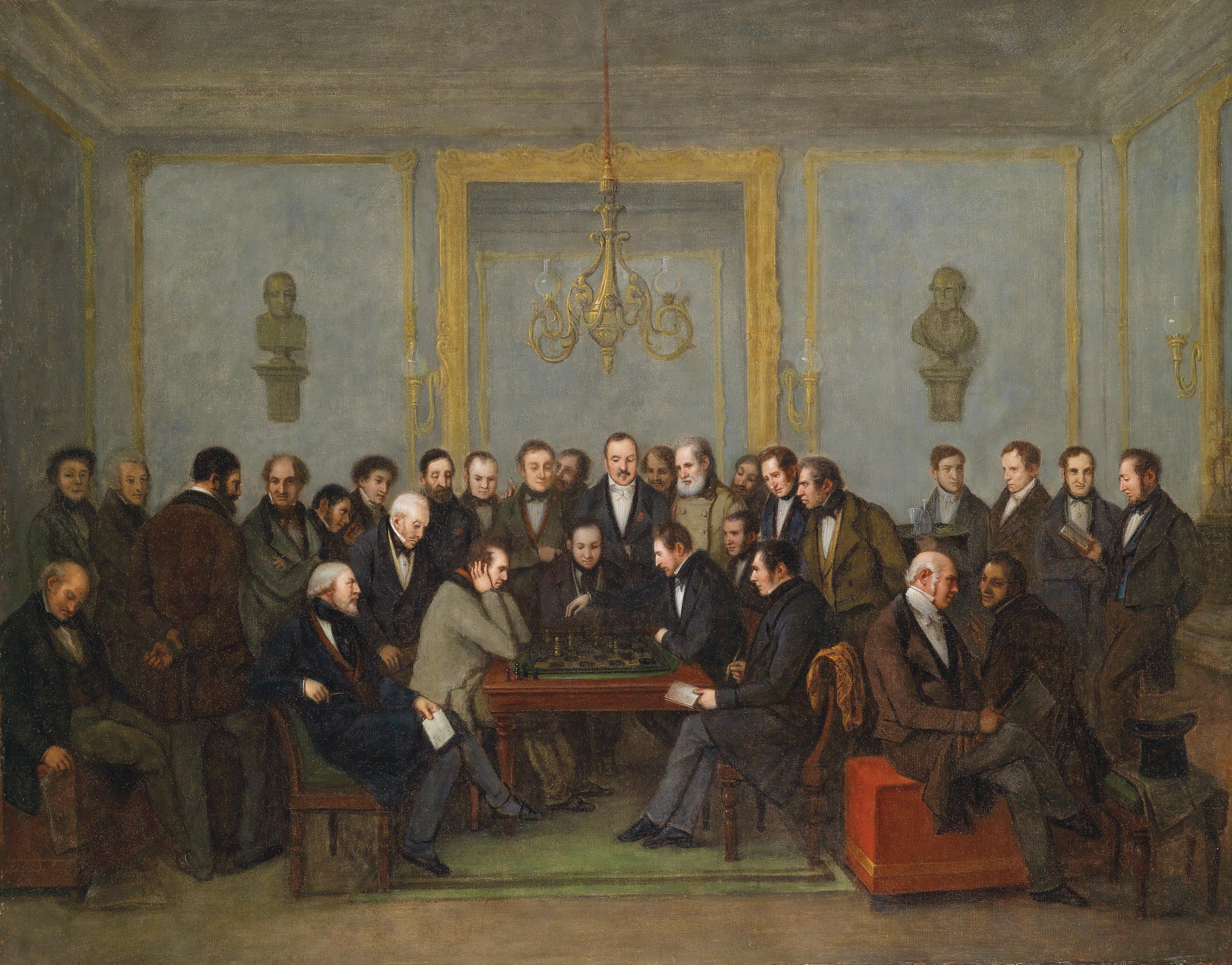
Howard Staunton affrontant Pierre Saint-Amant à Londres. Tableau de Jean Henry Marlet.

En 1842, il disputa des centaines de parties contre John Cochrane, un très bon joueur. Ce fut pour Staunton un excellent entraînement pour ce qui devait être son plus grand succès aux échecs l'année suivante. En 1843, il joua un match rapide contre le champion de France, Pierre Saint-Amant, en visite à Londres ; il perdit par 3,5-2,5, mais ils convinrent d'une revanche qui devait avoir lieu à Paris. Du 14 novembre au 20 décembre 1843, Staunton rencontra de nouveau Saint-Amant au café de la Régence et le battit sur un score sans appel, 13-8. Après cette défaite de Saint-Amant, aucun autre Français ne le remplaça pour défendre la suprématie française aux échecs qui avait commencé avec Philidor, et c'est Londres qui devint la nouvelle capitale mondiale des échecs. Staunton fut reconnu officieusement comme le meilleur joueur du monde de 1843 à 1851. Il se rendit à Paris l'année suivante pour rencontrer de nouveau Saint-Amant mais, ayant attrapé en voyageant une pneumonie, dont il faillit mourir, il dut annuler à la dernière minute le match qui fut reporté, mais n’eut jamais lieu. Ils ne devaient plus jamais se rencontrer,.
En 1845, Staunton commença à tenir une rubrique d'échecs pour l'Illustrated London News, qu'il continua le reste de sa vie. Cette rubrique échiquéenne était la plus lue dans le monde. Le 9 avril, Staunton, représentant Londres, gagna une partie par télégraphe (variante de partie à l'aveugle contre des joueurs qui étaient à d'autres endroits) contre un groupe de cinq ou six personnes, qui mirent environ huit heures à finir la partie.

### Matchs contre Horwitz et Harrwitz (1846)
Staunton jouait des matches contre des joueurs moins forts en leur donnant l'avantage d'un pion et de deux coups, mais il a joué aussi contre des maîtres comme Horwitz et Harrwitz en 1846, en les battant tous les deux.
En 1847, Staunton écrivit son travail considéré comme le meilleur, The Chess-Player's Handbook. Un autre livre, The Chess-Player's Companion suivit en 1849.

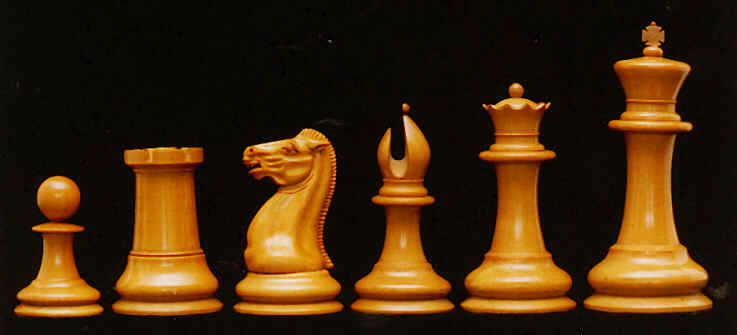
L'une des premières versions des pièces d'échecs style Staunton.

En 1849, Nathaniel Cooke conçut un jeu d'échecs avec une certaine forme pour les pièces et les droits furent acquis par John Jaques qui les réserva à sa compagnie, Jaques of London (en). Staunton parla de ce nouveau jeu dans sa rubrique d'échecs des Illustrated London News. Chaque jeu était vendu accompagné d'une brochure écrite par Staunton qui recevait une redevance sur chaque jeu vendu. Sa création est devenue populaire et ses figurines « Staunton » sont devenues depuis le jeu standard pour les joueurs d'échecs, tant professionnels qu'amateurs,,.

### Tournoi de Londres (1851)
En mai 1851, Londres accueillit la Grande Exposition. La communauté des joueurs d'échecs de Londres était alors en plein développement et était la plus active du monde, elle se sentit obligée de faire quelque chose d'analogue pour les échecs. Staunton se chargea alors d'organiser le premier tournoi d'échecs du monde, qui se tiendrait à Londres en même temps que l'exposition. L'idée était d'inviter les principaux maîtres que comptait le monde à concourir entre eux, afin de servir de tremplin aux échecs de la même façon que la Grande Exposition servirait de tremplin à la technologie et à la culture du monde. Il persuada quelques amateurs d'échecs de Londres et réunit 500 £ – une importante somme à l'époque – pour aider à l'organisation de cet événement.
Bien que le club d'échecs de Londres eût refusé d'envoyer quelqu'un pour participer à la compétition, cette rencontre de 1851 à Londres n'en fut pas moins un succès, malgré la déception de Staunton qui, après s'être battu pendant tout un mois contre quinze autres joueurs d'échecs de classe mondiale, fut éliminé par celui qui devait être le vainqueur final, Adolf Anderssen, puis battu pour la 2e place par son ancien élève Elijah Williams. La grande époque de Staunton était maintenant passée, mais sa réputation de principale autorité du monde en matière d'échecs fut renforcée parmi les amateurs grâce à ses livres et à son autopromotion dans ses rubriques d'échecs. Cependant, il n'était pas complètement hors de forme, et le prouva, la même année, en prenant sa revanche sur Williams qu'il battit par six victoires à quatre et un match nul, et en écrasant Carl Jaenisch par sept victoires à deux et un match nul.
En 1852, Staunton écrivit sur le tournoi de 1851 à Londres un livre intitulé, The Chess Tournament. Sur la page de titre est écrit « By H. Staunton, Esq., author of The Handbook of Chess, Chess-players Companion, &c.&c.&c », et en 1853, un garçon de quinze ou seize ans nommé Paul Morphy gribouilla à la suite de ces mots sur son exemplaire, « et de quelques parties affreusement mauvaises ». Avant 1851, Staunton était célèbre pour être devenu le meilleur joueur d'échecs du monde. Après 1851 et jusqu'à sa mort en 1874, sa réputation vint de ce qu'il avait contribué à faire de l'Angleterre la capitale mondiale des échecs.
En 1853, Staunton fit un voyage à Bruxelles pour y rencontrer le baron Tassilo von der Lasa, un autre éminent théoricien des échecs. Ils discutèrent sur la standardisation des règles du jeu et disputèrent un match court, qui se termina en faveur du baron, cinq victoires à quatre avec trois matches nuls.

### Travaux sur Shakespeare
À partir de 1856, Staunton commença à s'éloigner des échecs et à se tourner vers l'étude de Shakespeare dont il voulait faire son occupation principale. Il s'assura un contrat avec un éditeur pour écrire une édition annotée des travaux de Shakespeare. Son ego ne lui permettait pas d'abandonner son désir de figurer parmi l'élite des maîtres d'échecs, même s'il avait compris que le niveau des plus grands maîtres s'améliorait rapidement, et que ce n'était pas le cas pour lui. Il entra de nouveau en lice en jouant en 1858 dans un tournoi organisé à Birmingham sous les auspices de la nouvelle Association britannique d'échecs, mais il fut battu deux fois de suite par Johann Löwenthal.

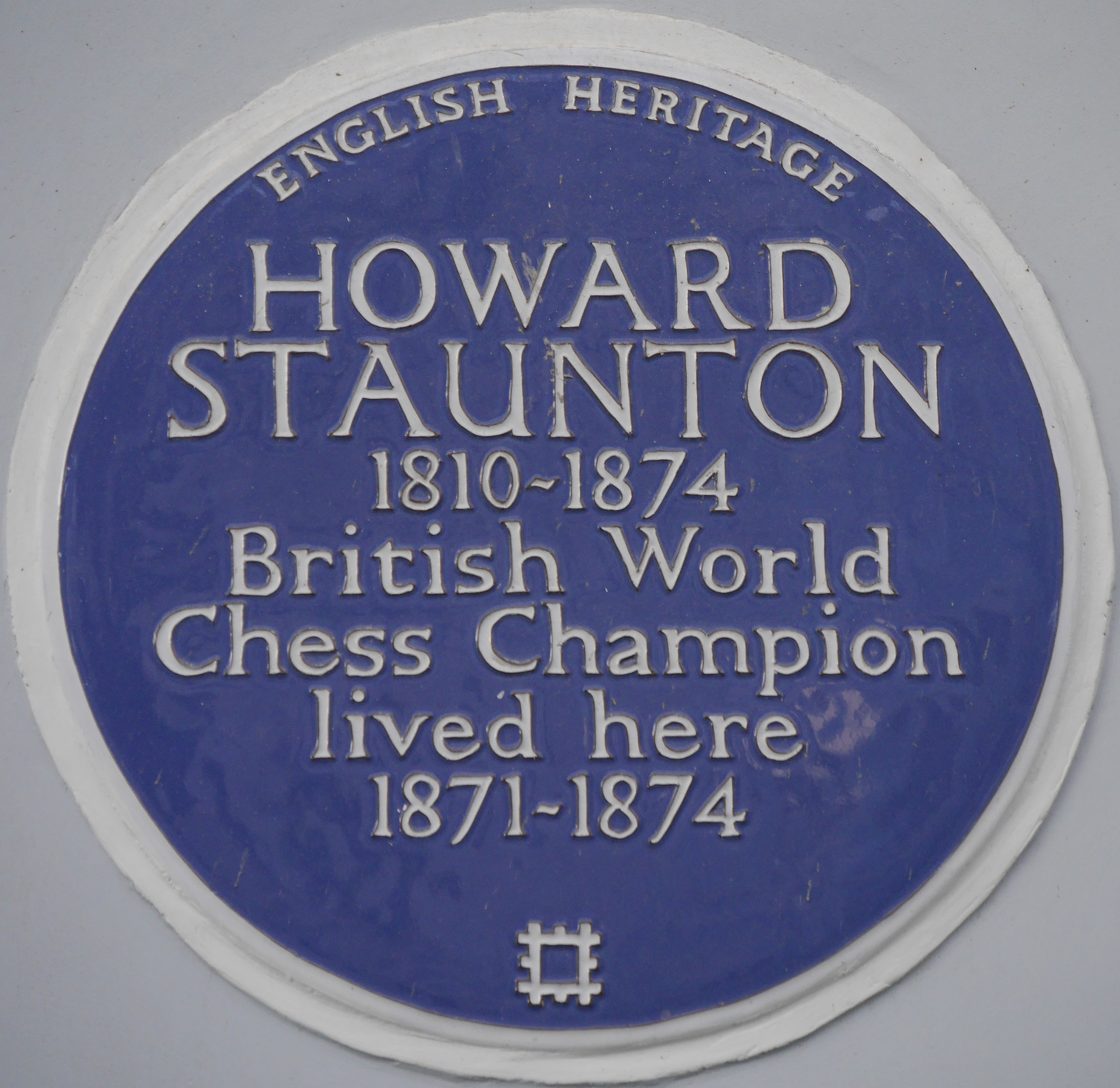
Plaque commémorative au 117 Lansdowne Road, W11 Londres.

Birmingham 1858 fut pour Staunton sa dernière compétition publique. Il refusa de jouer contre Paul Morphy en public pendant la visite de ce dernier en Angleterre en 1858, se disant trop occupé à son travail sur Shakespeare. Pour justifier cette affirmation, il ne fit plus désormais qu'écrire sur Shakespeare et sur les échecs. En 1860, il publia son édition de Shakespeare qu'il considérait comme un travail remarquable, mais les critiques du XXIe siècle ne sont pas de cet avis et le nom de Staunton reste obscur parmi les commentateurs modernes de Shakespeare. Il publia aussi en 1860 un livre intitulé Chess Praxis, qui profitait de l'intérêt du public pour Morphy et comptait plus de 168 pages de parties de l'Américain commentées par Staunton.
Staunton publia un grand nombre d'articles sur Shakespeare en 1864 et 1865. Son dernier livre fut Great Schools of England publié en 1865. Il travaillait encore à un autre livre d'échecs, quand la mort le prit. Il mourut à son bureau dans sa bibliothèque. Son dernier livre, Chess: Theory and Practice fut publié en 1876, après sa mort, par les soins de R. B. Wormald.
Une plaque commémorative a été apposée au 117 Lansdowne Road, W11 Londres, à l'endroit où il avait habité. En 1997, une pierre commémorative portant une figure de cavalier a été érigée pour signaler sa tombe au cimetière londonien de Kensal Green, qui avait été négligée auparavant et ne portait aucune marque.

## Contributions à la théorie des ouvertures
En 1874, Morphy estima que là où Staunton était le plus doué, c'était comme théoricien et comme analyste. Sous certains aspects le style de Staunton laisse présager des méthodes plus modernes ; l'ouverture anglaise (1. c4) s'appelle ainsi parce qu'il l'utilisait souvent dans la période 1840-1850.
Il existe également un gambit Staunton pour contrer la défense hollandaise : 1. d4 f5 2. e4.
Bobby Fischer a qualifié Staunton de « le plus profond analyste des ouvertures de tous les temps. »

## Staunton le stratège
Jacques Le Monnier a écrit que c'est sa défaite initiale contre Saint-Amant qui a poussé Staunton a devenir le grand stratège qu'il a été, de même que Louis Paulsen a été incité à approfondir ses analyses poussées car il a été ridiculisé par Paul Morphy lors de leur premier match sérieux. Bobby Fischer a affirmé : « Staunton comprenait tous les concepts positionnels si chers aux joueurs modernes et, pour cela, avec Steinitz, il peut être considéré comme le premier joueur moderne ». Voici une partie qui est « un chef-d'œuvre de grande stratégie, réalisé par un joueur bien en avance sur son temps » d'après Raymond Keene :
Pierre Saint-Amant - Howard Staunton, Paris, 1843, 5e partie du second match
1. e4 c5 2. f4 e6 3. Cf3 Cc6 4. c3 d5 À cette époque, il était courant de rentrer, comme ici, dans une défense française par le biais d'un début de défense sicilienne 5. e5 Db6 6. Fd3 Fd7 7. Fc2 Tc8 8. 0-0 Ch6 9. h3 Fe7 10. Rh2 f5 11. a3 a5 12. a4 Cf7 13. d4 h6 14. Te1 Staunton a écrit dans The Chess player's chronicle que la menace est Fc2xf5 suivi de e5-e6 14...g6 15. Ca3 cxd4 16. Cxd4 Cxd4 17. cxd4 g5 18. Cb5 Fxb5 19. axb5 Tc4 20. Fd3! (annotation de Staunton) 20...Tc8 (20...Txd4 31. Fe3 gxf4 22. Fxd4 Dxd4 23. Txa5 0-0 24. Fxf5 Db6 25. Ta4? exf5 26. Txf4 De6 est bon pour les Noirs) 21. Fe2 gxf4 22. Tf1 Cg5 23. Fxf4 Ce4 24. Tc1 Txc1 25. Dxc1 Rd7 26. De3 Fg5 27. Fd3 Tg8 28. Fxe4 dxe4 29. Fxg5 hxg5 30. Db3 g4 31. Td1? (Ici, Reuben Fine indique 31. Txf5 pour annuler, après 31...Dxd4 32. Tf7+ Rd8 33. Dc2 par exemple (et si 32...Re8 ou 32...Rc8, alors les Blancs matent en quelques coups) 31...gxh3 32. Dxh3 Dd8 33. d5 Rc8 34. Dc3+ Rb8 35. d6 f4 36. Dc5? (36. Td4!) 36...e3 37. Dc2 Dh4+ 38. Rg1 Tc8 39. De2 Th8  0-1.